# Strada Mitropolit Varlaam din Chișinău
Strada Mitropolit Varlaam (până la sf. secolului al XIX-lea – str. Gostinaia; de la sf. secolului al XIX-lea-1924 – str. Schmidtovskaia; în 1924-1944 – str. C. Schmidt; în 1944-1990 – str. 25 Octombrie) este o stradă din centrul istoric al Chișinăului. 
De-a lungul străzii sunt amplasate o serie de monumente de arhitectură și istorie (Casa de raport, nr. 67, Casa de raport, nr. 69, Casa în care a locuit scriitorul Alexandru Cosmescu, Casa primarului Carol Schmidt, Casa de raport, nr. 88, Casa de raport, nr. 90, etc), precum și clădiri administrative (Asociația Contabililor și Auditorilor Profesioniști, Serviciul Fiscal de Stat, Gara centrală, Piața Centrală, Filarmonica Națională „Serghei Lunchevici”, Școala de Muzică „Eugen Doga” și altele). 
Strada începe de la intersecția cu str. Ismail, intersectând alte 6 artere și încheindu-se la intersecția cu str. Pușkin.  

## Legături externe
- Strada Mitropolit Varlaam din Chișinău la wikimapia.org